# Mormyrops furcidens
Mormyrops furcidens är en fiskart som beskrevs av Pellegrin, 1900. Mormyrops furcidens ingår i släktet Mormyrops och familjen Mormyridae. IUCN kategoriserar arten globalt som livskraftig. Inga underarter finns listade i Catalogue of Life.